# Información privilegiada
La información privilegiada (en inglés: insider trading) es la cotización de acciones de una empresa de capital abierto u otros valores (como bonos u opciones financieras) por personas con acceso a información no pública sobre la misma. En varios países, las transacciones basadas en la información privilegiada de empresas son ilegales. Esto se debe a que es visto como algo injusto para otros inversores que no tienen acceso a la información que el inversor con información privilegiada podría potencialmente convertir en beneficios mucho mayores que un inversor típico.
Los autores de un estudio afirman que la información privilegiada ilegal eleva el costo del capital para los emisores de valores, lo que disminuye el crecimiento económico general. Sin embargo, algunos economistas han argumentado que la información privilegiada se debe permitir y podría beneficiar a los mercados.
La cotización en bolsa por personas específicas como los empleados de las empresas es comúnmente permitida, siempre y cuando la información no se base en material que no es de dominio público. Sin embargo, la mayoría de las jurisdicciones requieren que esta actividad sea reportada de manera de que se pueda monitorear a futuro. En los Estados Unidos, las actividades financieras llevadas a cabo por funcionarios de la empresa, empleados clave, directores o accionistas significativos se deben notificar al regulador o ser públicamente divulgadas, por lo general a los pocos días de que se haya realizado la cotización en el mercado.
Las reglas alrededor de la información privilegiada son complejas y varían significativamente de un país a otro. La definición de información privilegiada puede ser amplia y no sólo cubrir a las personas que obtienen la información, sino también cualquier persona que se pueda asociar con ellos, como corredores de bolsa e incluso miembros familiares. Cualquier persona que está consciente de tener información no pública y comercia en la bolsa puede ser culpable ante los ojos de algunas jurisdicciones.